# 吉川栄治
吉川 榮治（よしかわ えいじ、1949年8月 - ）は、日本の国文学者。古今和歌集などを研究。滋賀大学名誉教授。前放送大学滋賀学習センター所長・特任教授。元代々木ゼミナール古文科講師。長崎県五島列島福江島出身。

## 経歴
- 1965年 - 長崎県立長崎東高等学校入学
- 1974年 - 早稲田大学政治経済学部経済学科卒業
- 1978年 - 早稲田大学大学院文学研究科修士課程修了（文学修士）
- 早稲田大学非常勤講師
- 横浜市立大学非常勤講師
- 1987年 - 代々木ゼミナール講師
- 1993年 - 滋賀大学教育学部助教授
- 1996年 - 滋賀大学教育学部教授
- 2008年 - 滋賀大学教育学部長・大学院教育学研究科長（2010年3月まで）
- 2010年 - 滋賀大学理事（総務・企画担当）・副学長
- 2015年 - 放送大学滋賀学習センター所長・特任教授
- 2020年 - 放送大学退職

## 著書

### 単著
- 『古文が宇宙語でなくなる日』（中道館、1989年） ISBN 4760709010
- 『古文全天候バイブル』 （中道館、1992年） ISBN 4760709029

### 共著
- （平安文学論究会編）『講座平安文学論究 第2輯』（風間書房、1985年）
- （和漢比較文学会編）『中古文学と漢文学 1』（汲古書院、1986年）
- （和漢比較文学会編）『古今集と漢文学』（汲古書院、1992年）
- （『和歌文学論集』編集委員会編）『和歌文学論集 5』（風間書房、1995年）
- （増田繁夫ほか編）『古今和歌集研究集成 第1巻』（風間書房、2004年）